# NGC 6425
NGC 6425 (również OCL 1033 lub ESO 455-SC38) – gromada otwarta znajdująca się w gwiazdozbiorze Skorpiona. Odkrył ją John Herschel 3 sierpnia 1834 roku. Jest położona w odległości ok. 2,5 tys. lat świetlnych od Słońca.